# Maksymilian Marszałek
Maksymilian Jan Marszałek (ur. 8 marca 1888 we Lwowie, zm. 11 sierpnia 1970 w New London) – pułkownik piechoty Wojska Polskiego, działacz niepodległościowy, kawaler Orderu Virtuti Militari.

## Życiorys
Urodził się 8 marca 1888 we Lwowie, w rodzinie Milana i Cecylii. W latach 1912–1914 był zatrudniony w Akcyjnym Banku Związkowym dla stowarzyszeń zarobkowych i gospodarczych we Lwowie, w charakterze urzędnika. Był członkiem miejscowego „Sokoła”.
W 1914 wstąpił do Legionów Polskich. Początkowo był komendantem kompanii w III batalionie uzupełniającym, a następnie służył w 6 pułku piechoty na stanowisku komendanta plutonu 11 kompanii i komendanta 8 kompanii. W październiku 1915 leczył się w szpitalu rezerwowym w Ołomuńcu. 4 listopada 1915 został mianowany podporucznikiem, a 1 lipca 1916 awansowany na porucznika. Wyróżnił się 5 lipca 1916 w bitwie pod Kostiuchnówką. Były dowódca 6 pp, generał podporucznik Mieczysław Norwid-Neugebauer w sporządzonym wniosku na odznaczenie orderem „Virtuti Militari” napisał:

mjr Milan Marszałek w Legionach od początku. Bardzo wzorowy oficer o dużym poczuciu obowiązkowości i przejęciu się służbą – pracowity, sumienny, przez żołnierzy lubiany za jego staranność o ich dobro fizyczne i stan moralny. W Polskim Lasku dnia 5 lipca 1916 będąc na skrzydłowej pozycji, wystawionej na najsilniejszy ogień huraganowy artylerii nieprzyjacielskiej, przykładem osobistym i odwagą podtrzymywał ducha żołnierzy tkwiących w prowizorycznych okopach polowych i zdziałał, że kompania – mimo iż miała do 75% strat w zabitych i rannych – nie zachwiała się i nie zeszła ze stanowiska przed czasem, lecz wytwała do ostatniego momentu i broniąc się zajadle przeważającemu nieprzyjacielowi.

Później został przydzielony do Krajowego Inspektoratu Zaciągu. W 1917 kierował pracami Głównego Urzędu Zaciągu w Łukowie. Po kryzysie przysięgowym (lipiec 1917) przeszedł na służbę w Polskiej Sile Zbrojnej. 15 października 1918 Rada Regencyjna zatwierdziła jego awans na kapitana w 1 pułku piechoty. 22 października 1918 został mianowany dowódcą kompanii w Szkole Żandarmerii Polowej w Warszawie, a 2 listopada tego roku wyznaczony na stanowisko zastępcy dowódcy szkoły. 12 lutego 1920 został przeniesiony z Dowództwa Szkoły Żandarmerii do batalionu zapasowego 36 pułku piechoty na stanowisko dowódcy. 15 lipca 1920 został zatwierdzony z dniem 1 kwietnia 1920 w stopniu majora, w piechocie, w grupie oficerów byłych Legionów Polskich. Był wówczas odkomenderowany z 36 pp do dowództwa batalionu manewrowego.
21 października 1920 objął dowództwo 74 pułku piechoty w Lublińcu i sprawował je przez ponad 11 lat. W międzyczasie 3 maja 1922 został zweryfikowany w stopniu majora ze starszeństwem od 1 czerwca 1919 i 80. lokatą w korpusie oficerów piechoty. 31 marca 1924 prezydent RP nadał mu stopień podpułkownika ze starszeństwem z dnia 1 lipca 1923 i 20. lokatą w korpusie oficerów piechoty. 1 stycznia 1928 prezydent RP nadał mu z dniem 1 stycznia 1928 stopień pułkownika w korpusie oficerów piechoty i 18. lokatą. W maju 1932 został przeniesiony do Komendy Miasta Brześć nad Bugiem na stanowisko komendanta. W latach 1937–1939 pełnił służbę w Dowództwie Okręgu Korpusu Nr I w Warszawie na stanowisku dowódcy Obrony Przeciwlotniczej.
Zmarł 11 sierpnia 1970 w New London, w stanie Connecticut.

## Ordery i odznaczenia
- Krzyż Srebrny Orderu Wojskowego Virtuti Militari nr 6325 – 17 maja 1922[31][32][33][34]
- Krzyż Niepodległości – 29 grudnia 1933 „za pracę w dziele odzyskania niepodległości”[35][3][36]
- Krzyż Walecznych dwukrotnie – 16 września 1922 „za udział w b. Legionach Polskich”[37][38][39]
- Złoty Krzyż Zasługi – 19 marca 1937 „za zasługi w służbie wojskowej”[40][41]
- Krzyż Pamiątkowy 6 pułku piechoty Legionów Polskich[42]